# Tracy Ackerman
Tracy Ackerman ist eine britische Sängerin und Songschreiberin.
Ackerman unterstützte zahlreiche Künstler beim Komponieren ihrer Lieder; so kooperierte sie beispielsweise schon mit Celine Dion, Cher, Kylie Minogue und Tina Turner. Ebenfalls bestritt die Britin Konzerttourneen mit Künstlern wie Boyzone, Dead or Alive und sang gemeinsame Background Vocals mit Tessa Niles während Eric Claptons ausverkaufter Clapton–Knopfler Tour im Jahr 1988.